# La Palma Monteurpinu
La ASD La Palma Cagliari è per prestigio la seconda società calcistica della città di Cagliari. 
Sino alla modifica operata per la stagione 2024/2025, la precedente denominazione adottata dal 1987, ASD La Palma Monteurpinu, indicava due quartieri della città: La Palma, quartiere dove la società ha avuto origine, e Monte Urpinu.

## Storia
Il Gruppo Sportivo La Palma nasce nell'omonimo quartiere nel 1963. Dopo le prime stagioni passate a giocare tra la Terza e la Prima Categoria, nella stagione 1977-1978 disputa il suo primo campionato di Promozione, torneo che frequenterà anche nelle due annate successive.
L'ascesa nel calcio professionistico, dopo vent'anni di campionati dilettantistici, inizia a partire dalla stagione 1984-1985 nella quale, dopo un ottimo campionato di Prima Categoria concluso da capofila, viene promossa in Promozione, a cinque anni dall'ultima partecipazione.
Se il 1985-1986 vide il La Palma ottenere un modesto piazzamento a metà classifica nel suo girone, il 1986-1987 fu un campionato vincente: primo posto e promozione nel Campionato Interregionale. Nella categoria superiore, da debuttante, sfiorò la Serie C2, concludendo ad appena quattro punti dalla capoclassifica Ilvarsenal. L'appuntamento con il professionismo fu così rimandato.
Nella stagione 1988-1989 i Biancoazzurri guidati da Bernardo Mereu, tecnico del La Palma dal 1982 al 1990, vincono il proprio girone del Campionato Interregionale e approdano tra i professionisti. Le partite interne della vittoriosa stagione 88/89 vennero disputate presso lo storico stadio "Amsicora". La squadra al tempo contava su un gruppo di ottimi giocatori, tra i quali il portiere Alessandro Carta, Pierpaolo Mura, Beppe Martinez e il bomber ormai a fine carriera Gigi Piras.
L'anno seguente, tra i professionisti in C2, trasferitosi a giocare le partite interne presso il rinnovato  (per i Mondiali di Italia '90) stadio "Sant'Elia", dopo un cattivo inizio di campionato che costò la panchina a Mereu, la squadra recuperò terreno grazie alle cure del tecnico ex Cagliari Mario Tiddia, riuscendo a conquistare a fine anno la salvezza a spese di Novara (retrocessa dopo aver perso lo spareggio contro il Pontedera), Rondinella e Cuoiopelli. Nonostante il buon risultato il pubblico non si affezionò a questa formazione, anche perché in quel periodo il Cagliari stava compiendo, sotto la guida del tecnico Claudio Ranieri, la risalita verso la Serie A. Così, nell'estate 1990, a causa dei costi gravosi di gestione e della quasi assente risposta da parte degli spettatori, i dirigenti decisero di sciogliere il La Palma che rinunciò alla Serie C2, scomparendo dal panorama calcistico nazionale.
Ripartito dalla Terza Categoria in cinque stagioni agguanta nuovamente il campionato di Promozione.
Nel 1997 il Gruppo Sportivo La Palma si fonde con un'altra società del capoluogo, il Gruppo Sportivo Monte Urpinu, per dar vita al nuovo sodalizio Gruppo Sportivo La Palma Monteurpinu C.R.A.S. La dicitura C.R.A.S., aggiunta allora al nome ufficiale, dà il nome al campo di gioco della formazione.
In quegli anni la squadra disputa cinque campionati di Promozione e sette campionati di Prima Categoria.
Nel 2008-2009, in occasione del ventennale dalla storica promozione in Serie C2, sotto la guida del tecnico Alberto Antinori, la squadra ritrova il campionato di Promozione vincendo il proprio girone di Prima Categoria. Cambia anche la denominazione che, per le due successive stagioni, diventa Associazione Sportiva Dilettantistica La Palma Cagliari. Dal 2011 la società torna a chiamarsi Associazione Sportiva Dilettantistica La Palma Monteurpinu.
Nella stagione 2012-2013, a seguito di un ripescaggio, viene ammesso per la prima volta nella sua storia nel campionato di Eccellenza. Dopo tre campionati chiusi a metà classifica, nella stagione 2016-2017 la squadra viene retrocessa in Promozione.
Nel 2018-2019 si classifica seconda nel proprio girone di Promozione: ammessa ai playoff, nonostante la sconfitta, viene ripescata in Eccellenza per via della mancata iscrizione del Sorso. La nuova avventura, tuttavia, si rivelerà travagliata a causa della pandemia di COVID-19 e si concluderà anticipatamente con la retrocessione d'ufficio.
Nel 2022-203, gioca sul campo di Elmas, chiude all'ultimo posto del girone A di Promozione e retrocede . Nel 2023-2024, continua a giocare ad Elmas e milita nel girone A di Prima Categoria.
La società, oltre alla prima squadra, è dotata di uno dei più rinomati settori giovanili del panorama calcistico regionale.
Il Comunicato Ufficiale n. 9 dell’8 agosto 2024 di F.I.G.C. Sardegna riporta il nuovo mutamento di denominazione da ASD La Palma Monteurpinu a ASD La Palma Cagliari

## Colori e divise
I colori ufficiali della società sono storicamente il bianco e l'azzurro, quest'ultimo utilizzato in diverse tonalità nel corso degli anni.
Alcune delle maglie storiche del La Palma Monteurpinu:

## Palmarès

### Competizioni nazionali
- Campionato Interregionale: 1

1988-1989 (girone I)

### Competizioni regionali
- Promozione: 1

1986-1987 (girone A)

### Altri piazzamenti
- Campionato Interregionale:

Secondo posto: 1987-1988 (girone N)
- Promozione:

Secondo posto: 2012-2013 (girone A), 2018-2019 (girone A)
- Coppa Italia Dilettanti Sardegna:

Semifinalista: 2013-2014

## Statistiche e record

### Partecipazione ai campionati

#### Nazionali
| Livello | Categoria                 | Partecipazioni | Debutto   | Ultima stagione | Totale |
| ------- | ------------------------- | -------------- | --------- | --------------- | ------ |
| 4º      | Serie C2                  | 1              | 1989-1990 | 1989-1990       | 1      |
| 5º      | Campionato Interregionale | 2              | 1987-1988 | 1988-1989       | 2      |

#### Regionali
| Livello | Categoria       | Partecipazioni | Debutto   | Ultima stagione | Totale |
| ------- | --------------- | -------------- | --------- | --------------- | ------ |
| 1º      | Promozione      | 5              | 1977-1978 | 1986-1987       | 10     |
| 1º      | Eccellenza      | 5              | 2013-2014 | 2019-2020       | 10     |
| 2º      | Prima Categoria | 7              | 1975-1976 | 1984-1985       | 22     |
| 2º      | Promozione      | 15             | 1995-1996 | 2021-2022       | 22     |

### Partecipazione alle coppe nazionali
| Competizione            | Partecipazioni | Debutto   | Ultima stagione | Totale |
| ----------------------- | -------------- | --------- | --------------- | ------ |
| Coppa Italia Serie C    | 1              | 1989-1990 | 1989-1990       | 1      |
| Coppa Italia Dilettanti | 2              | 1987-1988 | 1988-1989       | 2      |